# Nachal Arugot
Nachal Arugot (hebrejsky נחל ערוגות) je vádí na Západním břehu Jordánu a v jižním Izraeli, v Judské poušti.

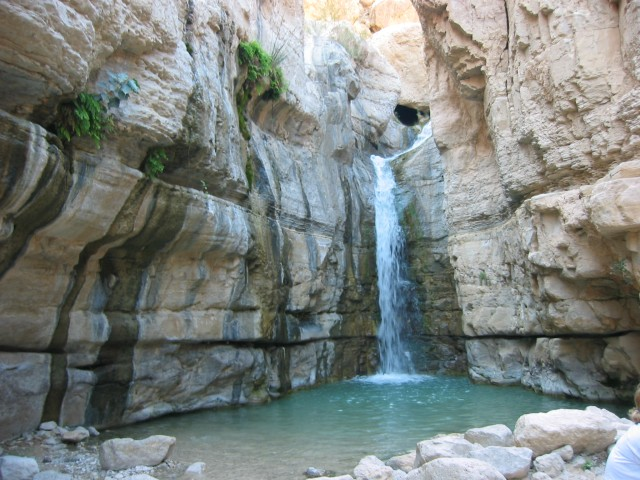
Vodopád na Nachal Arugot

Začíná v nadmořské výšce okolo 900 metrů, na hřebeni Judských hor na Západním břehu Jordánu, jižně od izraelské osady Migdal Oz a poblíž vrchu Giv'at Oz. Směřuje pak k východu skrz polopouštní odlesněnou krajinu a prudce se zařezává do okolního terénu. Západně od palestinského města Tuqu' se stáčí k jihojihovýchodu. Vede pak hlubokým kaňonem s četnými zákruty, přičemž přijímá od východu další boční vádí například Vádí al-Arub. Ze západu míjí izraelskou osadu Ma'ale Amos. Dál po proudu již vchází do převážně neosídlené Judské pouště. Postupně mění směr na jihovýchodní a východní a klesá strmě do příkopové propadliny Mrtvého moře. Zde vstupuje na území Izraele v mezinárodně uznávaných hranicích a v posledním úseku vytváří mohutný turisticky využívaný kaňon, který z jihu lemují hory Har Avišaj a Har Cruja, na severu stejně vysoké náhorní planiny. Od jihozápadu sem ústí vádí Nachal Avišaj. Spolu se sousedním údolím vádí Nachal David je dolní úsek Nachal Arugot začleněn do národního parku Ejn Gedi. Vyvěrá tu pramen Ejn Arugot (עין ערוגות). Ze severu míjí kibuc Ejn Gedi, podchází dálnici číslo 90 a severně od veřejné pláže v Ejn Gedi ústí vádí do Mrtvého moře. Jde o jedno ze dvou vádí v centrální části Judské pouště, která mají díky pramenům celoroční průtok vody a která tak vytvářejí specifický ekosystém pouštní oázy.